# Süstedt
Süstedt (plattdeutsch Süste) ist ein Ortsteil des Fleckens Bruchhausen-Vilsen im Landkreis Diepholz in Niedersachsen.

## Geografie

### Geografische Lage
Süstedt liegt etwa 30 km südlich von Bremen.
Der Süstedter Bach entspringt im Ortsteil Harmissen.

### Nachbarorte
Nachbarorte von Süstedt sind Syke, Emtinghausen, Schwarme, Martfeld, Bruchhausen-Vilsen, Sudwalde und Bassum.

### Ortsgliederung
Der Ortsteil Süstedt besteht aus den drei Dörfern
- Ochtmannien
- Süstedt
- Uenzen

Das Dorf Süstedt:
Das Dorf Süstedt besteht aus den vier Siedlungsgebieten
- Harmissen
- Im Stroh
- Retzen
- Süstedt

Die Einwohnerzahl (Stand August 2000) des Dorfes Süstedt betrug:
- ohne Nebenwohnsitze 762 Einwohner
- mit Nebenwohnsitzen (Pflegeheim) 840 Einwohner

Durch die Geestrandlage ist das Landschaftsbild sehr vielfältig. Während der Geestrand der Landschaft einen hügeligen Charakter verleiht, gleicht das flache Wiesen- und Bruchland einer Marschenlandschaft. Als Ausgangspunkt für lange Spazier-, Wander- und Fahrradtouren bietet sich die renovierte Noltesche Wassermühle an.
Das Dorf ist, wie alle Dörfer der Umgegend, von seiner landwirtschaftlichen Geschichte geprägt. Wenn auch heute die Mehrzahl der Einwohner in anderen, nicht landwirtschaftlichen Berufen außerhalb des Dorfes arbeitet, ist der dörfliche Charakter Süstedts doch erhalten geblieben.

## Geschichte
Zum 1. November 2016 wurde Süstedt in den Flecken Bruchhausen-Vilsen eingemeindet.

## Eingemeindungen
Am 1. März 1974 wurden die Gemeinden Ochtmannien und Uenzen eingegliedert.

## Politik

### Letzter Gemeinderat
- Grüne – 3 Sitze
- Wählergruppe – 8 Sitze

(Stand: Kommunalwahl am 11. September 2011)

### Letzter Bürgermeister
Letzter ehrenamtlicher Bürgermeister von Süstedt war Reinhard Thöle.

### Wappen
- Blasonierung: „Unter achtfach von Blau und Silber geständertem Schildhaupt, gespalten von Gold und Grün, vorne ein schwarzer Pflug, hinten ein goldener Eichenzweig mit drei Blättern und zwei Eicheln.“

## Bauwerke
- Die Noltesche Mühle am Süstedter Bach wurde als Getreidemühle im Jahre 1880 erbaut und drei Jahre später mit einer Turbine ausgerüstet. 1953 wurde der gewerbliche Mühlenbetrieb eingestellt, die Mühle wurde zum privaten Schrotmahlen noch bis 1996 genutzt. 1997 ging die Mühle in den Besitz der Gemeinde Süstedt über, bis 1999 erfolgte die Restaurierung. Seit 1998 wird die Turbine zur Stromerzeugung genutzt.

### Baudenkmale
- In der Liste der Baudenkmale in Bruchhausen-Vilsen sind für Süstedt 11 und für Uenzen 14 Baudenkmale aufgeführt.

## Söhne und Töchter des Ortsteiles
- Der Kaufmann und Gründer der später weltweit größten privaten Segelschiffreederei, Diedrich Heinrich Wätjen, wurde 1785 in Ochtmannien geboren.
- Aus der gleichen Familie stammt auch Julius Diedrich Helmerich Wätjen (1780–1832?), deutscher Kaufmann (Tabak) und Fabrikant (Kerzen).
- Gustav Nolte (1877–1924) war Stadtbaumeister von Bozen.
- In Schaapsen (ein Teil von Ochtmannien) wurde der NSDAP-Politiker Friedrich Bolte (1896–1959) geboren.